# Болехівський район
Боле́хівський район — колишній район у складі Станіславської області УРСР. Центром району було місто Болехів.

## Адміністративний устрій
17 січня 1940 року Долинський повіт було розділено на чотири райони — Болехівський, Вигодський, Долинський і Рожнятівський райони. До Болехівського району відійшли місто Болехів і села ґмін Болехів, Витвиця і Поляниця.
Першим секретарем райкому компартії призначений Горобцов О.М. (до того — перший секретар Дергачівського райкому КП(б)У Харківської області).
У роки ІІ світової війни територія району була окупована німцями і увійшла до староства (крайсгауптманшафту) Станіслав. В липні 1944 року Радянські війська знову захопили територію району і був відновлений Болехівський район з усіма установами.
Станом на 1 вересня 1946 року площа району становила 500 км², кількість сільських рад — 20. 
На 22.01.1955 в районі залишилось 11 сільрад.
Указом Президії Верховної Ради УРСР 30 грудня 1962 р. Болехівський район ліквідовано і приєднано до Калуського району..

## Діяльність ОУН і УПА
На території району діяла районна організація ОУН, очолювана районним проводом ОУН, який підпорядковувався Долинському повітовому (з листопада 1944 р. — надрайонному) проводу ОУН.
За даними облуправління МГБ у 1949 р. у Болехівському районі підпілля ОУН найактивнішим було в селах Міжріччя, Тисів, Гориня й Сукіль.

## Адміністративний поділ станом на 1 вересня 1946 року[6]
- Болехівська міська рада
  - місто Болехів
- Бубнищенська сільська рада
  - село Бубнище
- Витвицька сільська рада
  - село Витвиця
- Горинська сільська рада
  - село Гориня
- Гошівська сільська рада
  - село Гошів
- Гузіївська сільська рада
  - село Гузіїв
- Кальнянська сільська рада
  - село Кальна
- Козаківська сільська рада
  - село Козаківка
- Липівська сільська рада
  - село Липа
- Лужківська сільська рада
  - село Лужки
- Міжрічанська сільська рада
  - село Міжріччя
  - хутір Заріччя
- Поберезька сільська рада
  - село Побережжя
- Поляницька сільська рада
  - село Поляниця)
- Розточківська сільська рада
  - село Розточки
- Слободсько-Болехівська сільська рада
  - село Слобода-Болехівська
- Станковецька сільська рада
  - село Станківці
- Сукільська сільська рада
  - село Сукіль
- Танявська сільська рада
  - село Танява
- Тисівська сільська рада
  - село Тисів
- Тяпчанська сільська рада
  - село Тяпче
- Церковнянська сільська рада
  - село Церковна